# Henrique Tavares

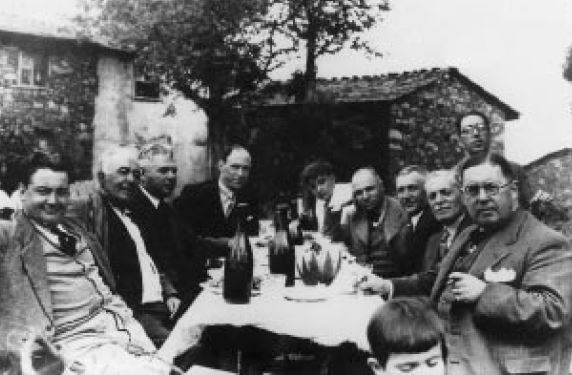
Henrique Tavares, à esquerda, ao lado do Abade de Baçal com um grupo de amigos. Bragança.

Henrique Fernandes Tavares, (Lisboa, 29 de novembro de 1897 - Lisboa, 12 de fevereiro de 1985 (87 anos)) foi um pintor, professor e dirigente escolar português.
Nasceu no número 53 da Rua da Cruz da Carreira, então morada de seus pais e foi batizado a 5 de março do ano seguinte. Filho de António Carlos Caldeira Pinto Tavares, empregado público, e de Elvira Xavier Fernandes Tavares, ambos naturais de Lisboa. Estudou no Liceu Camões tendo prosseguido estudos superiores em Belas Artes. Henrique Tavares foi, então, um dos alunos mais notáveis, tendo obtido distinções, menções honrosas, medalhas de bronze e prata. Foi igualmente medalhado pela Sociedade Nacional de Belas Artes e condecorado com o Prémio Anunciação em 1918, prémio que já houvera distinguido nomes tão relevantes como Veloso Salgado, de quem foi discípulo, Falcão Trigoso, Sousa Lopes ou Abel Manta.

Casou, a 18 de setembro de 1922, com Maria Carlota Soutelo Monteiro, filha de Luís Augusto Sangreman Monteiro e de Elvira Maria Leone Soutelo. Do casamento não houve descendência. 

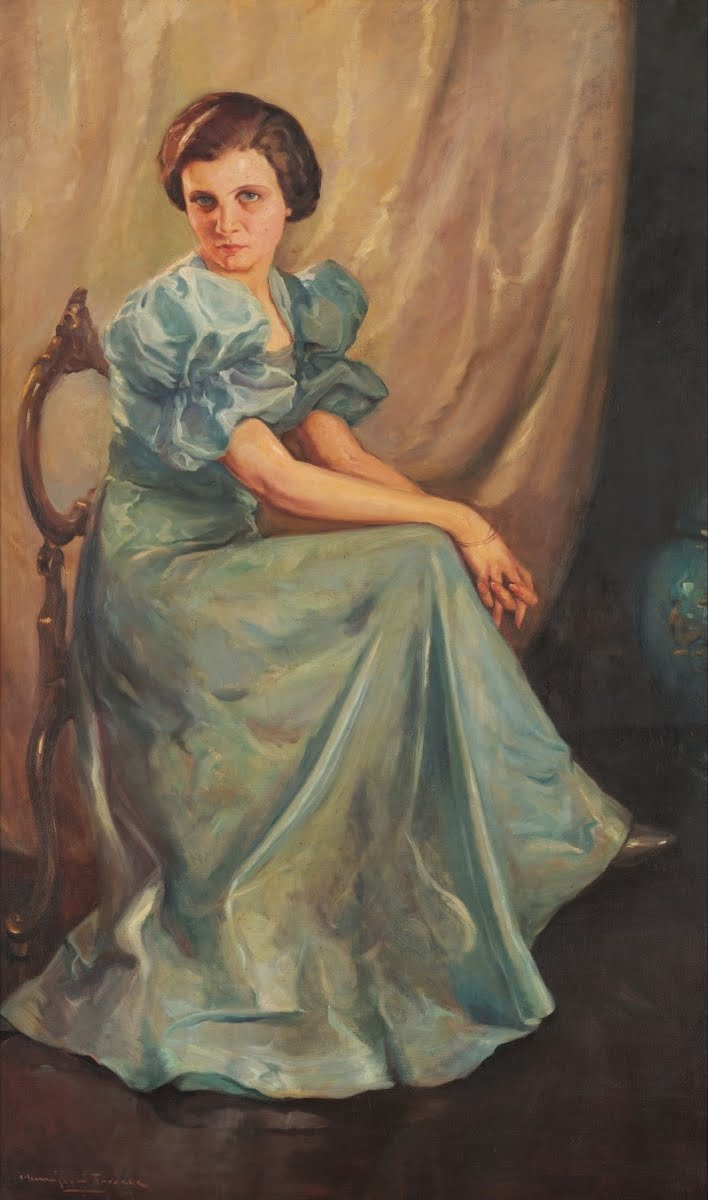
Esposa do artista retratada pelo próprio.

Foi diretor da Escola Industrial de Bragança e professor na Figueira da Foz, Aveiro e Tomar. Por onde passou, deixou marca, retratando a paisagem e a sociedade da época. Em Bragança trabalhou com o Abade Baçal no Museu Regional de Obras de Arte, Peças Arqueológicas e Numismática, posteriormente renomeado com o nome do ilustre prelado. Pela sua contribuição, nomeadamente na conservação dos quadros dos bispos bem como de doações pessoais, foi-lhe atribuído o nome de uma sala no mesmo museu. Desta época destacam-se a série de quadros “Neves de Bragança” e o retrato do próprio Abade que lhe reservou simpáticas linhas nas suas Memórias Arqueológico-Históricas do Distrito e donde transcrevemos algumas linhas:
“É consolador entrar nesta exposição da escola industrial de Bragança, por ver o superior critério com que o seu corpo docente orienta o ensino (…). Mas ao entrar na sala em que Henrique Tavares, o grande mestre do retrato, apresenta os seus quadros, um ah...aa… prolongado, sonoro a principio, explode involuntário dos lábios, para depois emudecer de assombro empolgante. É que as suas telas movem-se, falam, têm vida, traduzem a fina observação psicológica, o jogo fisionómico que evidencia os elementos da alma e, pelo impressionismo sugerem um mundo de cogitações só visível às mentalidades da elite, onde volteja um sopro de talento matizado de fulgurações geniais.
Terras bragançanas, terras bragançanas! Minhas queridas terras bragançanas, que risonho futuro vos espera, quando amanhã a mocidade assim educada agir sobre vós. Tavares, a máxima expressão do agradecimento reconhecido na minha terra é: “Bem-haja; Deus lo pague”; pois bem, Tavares: em nome da minha terra um longo e infindável bem-haja, deus le pague a sementeira de mentalidade artística que aqui espargiu”. 

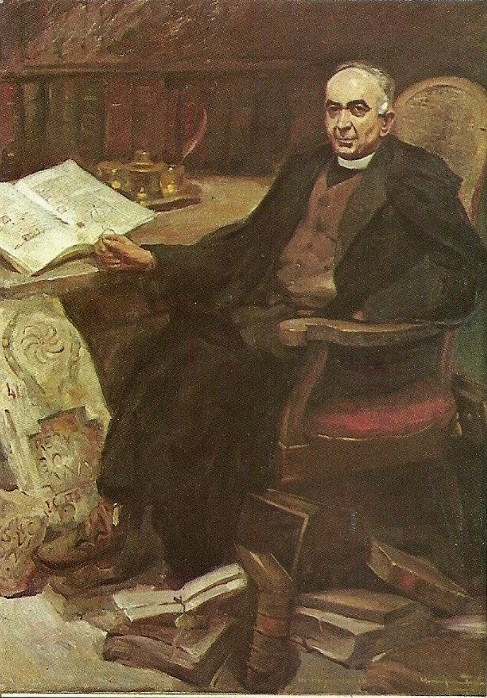
Abade de Baçal retratado por Henrique Tavares

Em Tomar, Henrique Tavares tomou diligências para a obtenção da licença de museu municipal, o que conseguiu, sem, contudo, ter logrado a sua instalação. Dos trabalhos aqui realizados destacam-se as vistas da cidade templária e o retrato do seu grande amigo, Alberto Amorim Rosa, principal historiador da cidade. 
Regressado à capital lecionou na Escola de Artes Decorativas António Arroio, tendo falecido a 12 de fevereiro de 1985, então com 87 anos, na sua casa da Rovisco Pais.
Ao longo da sua vida colaborou com imensos periódicos como ‘A Batalha’, importante jornal anarquista; e foi cofundador do ‘Cidade de Tomar’. Foi também Membro da Academia de Belas Artes bem como do Conselho Nacional de Educação. Realizou inúmeras exposições individuais por todo o país.
1. ↑  Cardeira, Liliana & Bailão, Ana & Candeias, Antonio & Pereira, Fernando. (2020). A reserva de pintura da FBAUL: visão historiográfica dos diversos prémios pictóricos. Revista de História da Arte e da Cultura. 1. 184-202. 10.20396/rhac.v1i1.13683.
2. ↑  Baçal segundo o seu abade : contactos científicos entre os geógrafos Orlando Ribeiro e Hermann Lautensach e o padre Francisco Manuel Alves / Suzanne Daveau, João Carlos Garcia ; pref. José Meirinhos. - Picote : Frauga - Associação para o Desenvolvimento Integrado de Picote, cop. 2017. - 97 p. : il. ; 23 cm. - (Estudos ; 4). - ISBN 978-989-99411-7-5
3. ↑  ALVES, Francisco Manuel (Abade de Baçal) - Bragança. Memórias Arqueológico-Históricas do Distrito de Bragança. 2ª ed.. Bragança: Câmara Municipal de Bragança / Instituto Português de Museus - Museu Abade de Baçal, 2000,